# Werner Schreyer (Geologe)
Werner Schreyer (* 14. November 1930 in Nürnberg; † 12. Februar 2006 in Bochum) war ein deutscher Geowissenschaftler und Mineraloge.

## Leben
Schreyer studierte nach seinem Abitur von 1950 bis 1955 an der Friedrich-Alexander-Universität Erlangen und an der Ludwig-Maximilians-Universität München. 1957 wurde er in München mit der Arbeit „Das Moldanubikum um Vilshofen in Niederbayern“ promoviert. Er war 1958 bis 1962 als Postdoc am Geophysical Laboratory der Carnegie Institution for Science in Washington, D.C. 1962 wurde er wissenschaftlicher Assistent am Mineralogisch-petrographischen Institut der Christian-Albrechts-Universität zu Kiel. Dort habilitierte er sich 1963 mit der Arbeit „Zur Stabilität des Ferrocordierits“.
Schreyer war von 1966 bis 1996 Ordinarius für Petrologie an der Fakultät für Geowissenschaften der Ruhr-Universität Bochum. An der RUB baute er das Institut für Mineralogie aus, insbesondere mit der Abteilung „Hoch- und Höchstdrucklabor“. Mit den Forschungen, die durch dieses Labor möglich waren, nahm er eine internationale Spitzenstellung unter den Geowissenschaftlern ein.
2002 erhielt Schreyer die US-amerikanische Roebling Medal und war seit 1976 der erste deutsche Wissenschaftler, der diese hohe Auszeichnung erhielt. Im Jahre 2003 wurde ihm von der Geologischen Vereinigung die Gustav-Steinmann-Medaille verliehen. Werner Schreyer war Mitglied in mehreren wissenschaftlichen Akademien, wie der Rheinisch-Westfälischen Akademie der Wissenschaften, der Deutschen Akademie der Naturforscher Leopoldina in Halle, der Academia Europaea (1990), der Accademia Nazionale dei Lincei (Rom) und der Académie royale de Belgique (Brüssel).
Werner Schreyer hat über 250 Arbeiten veröffentlicht. Einige Bücher sind heute Standardbücher der universitären Lehre.
Werner Schreyer verstarb am 12. Februar 2006 in Bochum.

## Auszeichnungen
- 1989 Ehrenmitglied der Mineralogical Society of Great Britain and Ireland
- 1989 Friedrich-Becke-Medaille der Österreichischen Mineralogischen Gesellschaft
- 1991 Ehrendoktorwürde der Universität Hannover
- 1995 Ehrendoktorwürde der Universität Lüttich
- 2002 Roebling-Medaille der Mineralogical Society of America (MSA)
- 2003 Gustav-Steinmann-Medaille der Geologischen Vereinigung